# Вулиця Івана Мазепи (Біла Церква)
Вулиця Івана Мазепи — одна з вулиць у місті Біла Церква.
Бере свій початок від перехрестя вулиць Привокзальна  і Фастівська до Сквирського шосе. 

## Історична відомість
Вулиця названа на честь українського гетьмана, борця за незалежність Івана Мазепи.
До 2016 року вулиця носила назву вулиця Щорса.

## Будівлі
- Готель «Візит», 65а[2];
- Льодова ковзанка «Льодовий період», 89[3];
- Білоцерківський міський центр первинної медико — санітарної допомоги № 1, 65а[4].